# Окобоји (Ајова)
Окобоји (енгл. Okoboji) град је у америчкој савезној држави Ајова. По попису становништва из 2010. у њему је живело 807 становника.

## Демографија
Према попису становништва из 2010. у граду је живело 807 становника, што је -13 (-1.6%) становника више него 2000. године.
| Група             | 2000.       | 2010.       |
| Белци             | 807 (98,4%) | 780 (96,7%) |
| Афроамериканци    | 1 (0,1%)    | 1 (0,1%)    |
| Азијати           | 0 (0,0%)    | 1 (0,1%)    |
| Хиспаноамериканци | 6 (0,7%)    | 21 (2,6%)   |
| Укупно            | 820         | 807         |